# カミル・マリネスク
カミル・マリネスク（Camil Marinescu、1964年9月29日 - 2020年7月27日）は、ルーマニアの指揮者。ブカレスト出身。

## 来歴
9歳からファゴットを習う。その後、ブカレスト国立音楽大学でファゴット、作曲、オーケストレーション、合唱を学ぶ。演出をコンスタンティン・ブゲアヌ、ミハイ・ブレディシアヌ、クリスティアン・マンデアルの各氏に師事。フランスではピエール・デルヴォーに師事。イオネル・ペルレア賞受賞。
1991年、ブカレストのオペラの常任指揮者に就任した。同時に、1993年には、ヤシの国立フィルハーモニー管弦楽団の指揮者に任命された。また、国内外の多くのオーケストラやオペラハウスの指揮者として招かれている。
カミル・マリネスクのレパートリーには、交響曲、オペラ、バレエなどの古典ロマン派のレパートリーと、20世紀の重要な作品の大部分が含まれていた。2002年からは日本に滞在し、大阪教育大学、京都大学で指導をしている。
2020年、世界中に蔓延していた新型コロナウイルス感染症（COVID-19）に感染。3週間の闘病生活の後、同年7月27日に死去した。55歳没。
1998年に大阪シンフォニカー交響楽団に入団し、その後、ハーモニアス室内管弦楽団のコンサートマスターなどを務めるチプリアン・マリネスク（Ciprian Marinescu）は実弟。